# 清閑寺家房
清閑寺家房（せいかんじ いえふさ、文和4年（1355年） - 応永30年（1423年））は、室町時代中期の公卿。

## 官歴
- 時期不明：正四位上、蔵人頭
- 明徳4年（1393年）：参議
- 応永2年（1395年）：従三位、丹波権守
- 応永6年（1399年）：正三位
- 応永9年（1402年）：相模権守
- 応永12年（1405年）：従二位、権中納言
- 応永20年（1413年）：正二位、武家伝奏

## 系譜
- 父：清閑寺資定
- 子：清閑寺家俊